# Idaotsa
Idaotsa is een plaats op het Estlandse eiland Prangli, dat deel uitmaakt van de gemeente Viimsi in de provincie Harjumaa. De plaats heeft de status van dorp (Estisch: küla).

## Bevolking
Het dorp had 41 inwoners op 31 december 2011 en 45 inwoners op 31 december 2021.

## Ligging
Idaotsa betekent ‘oostkant’ en ligt inderdaad aan de oostkant van het eiland. Het onbewoonde eilandje Aksi, ten zuidoosten van Prangli, valt administratief onder Idaotsa.

## Geschiedenis
Idaotsa is pas sinds 1933 een afzonderlijk dorp. Het heette oorspronkelijk Eaotsa en sinds 1971 Idaotsa.

## Foto's

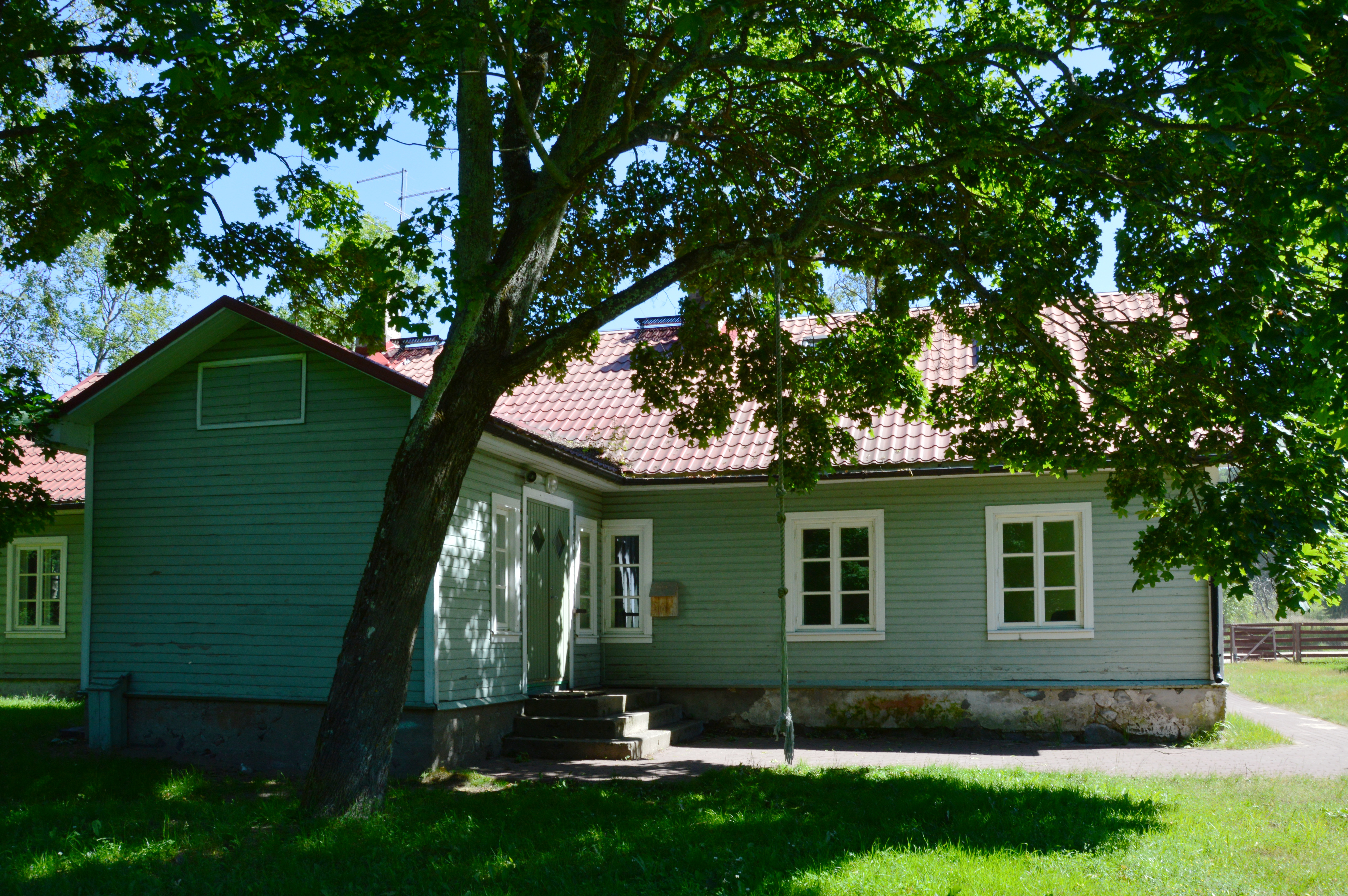
Basisschool
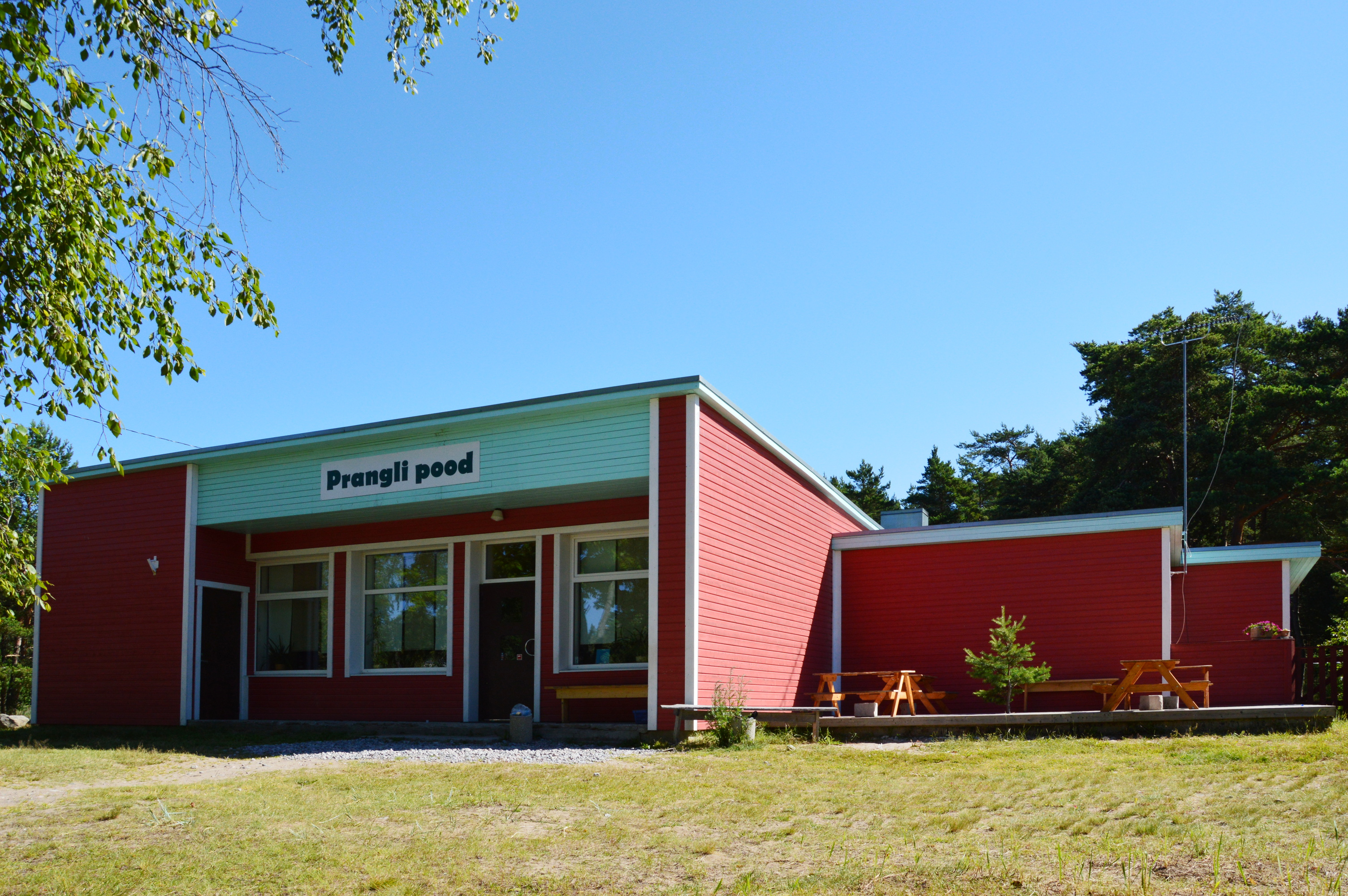
De plaatselijke winkel
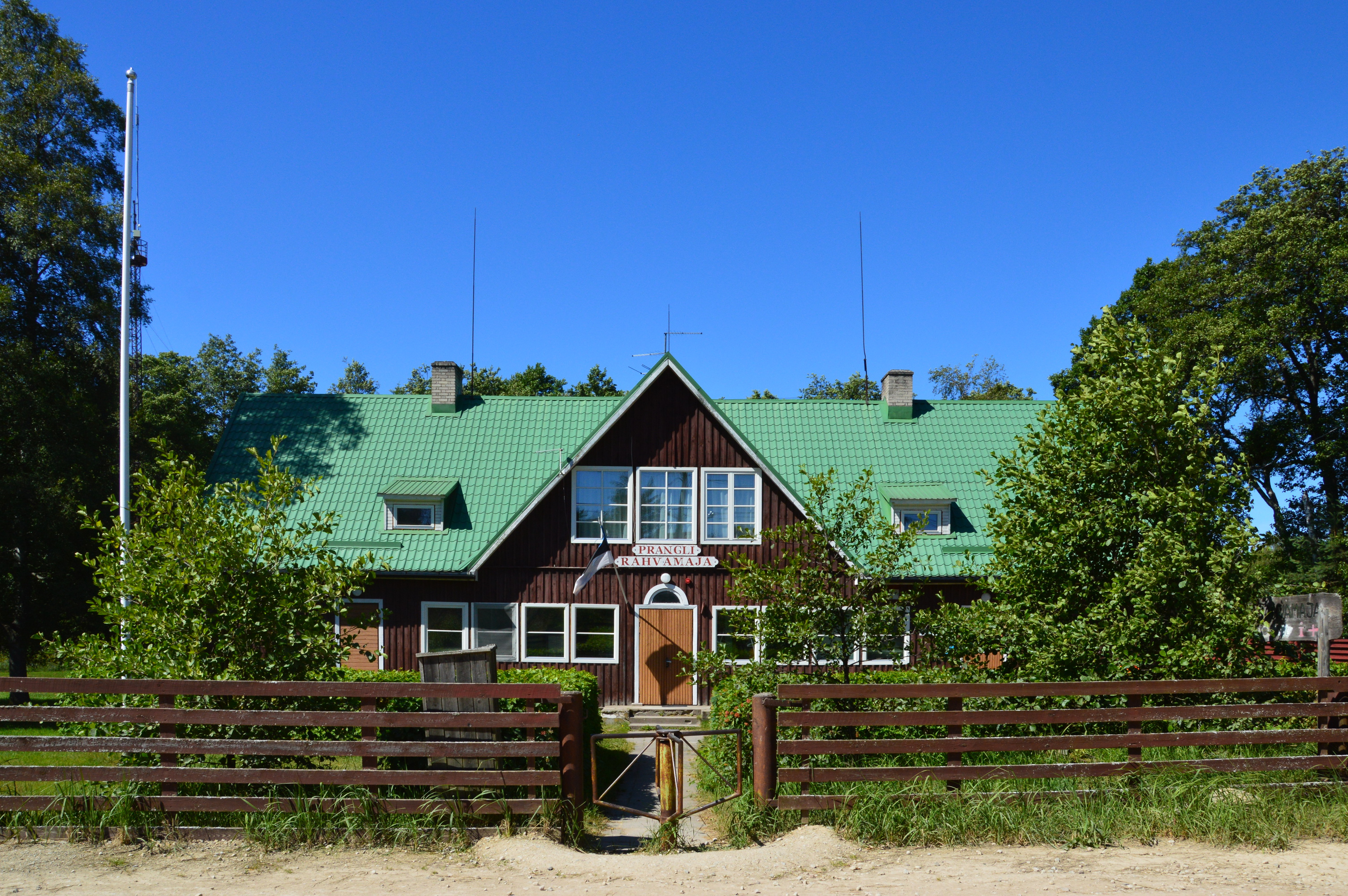
Dorpshuis
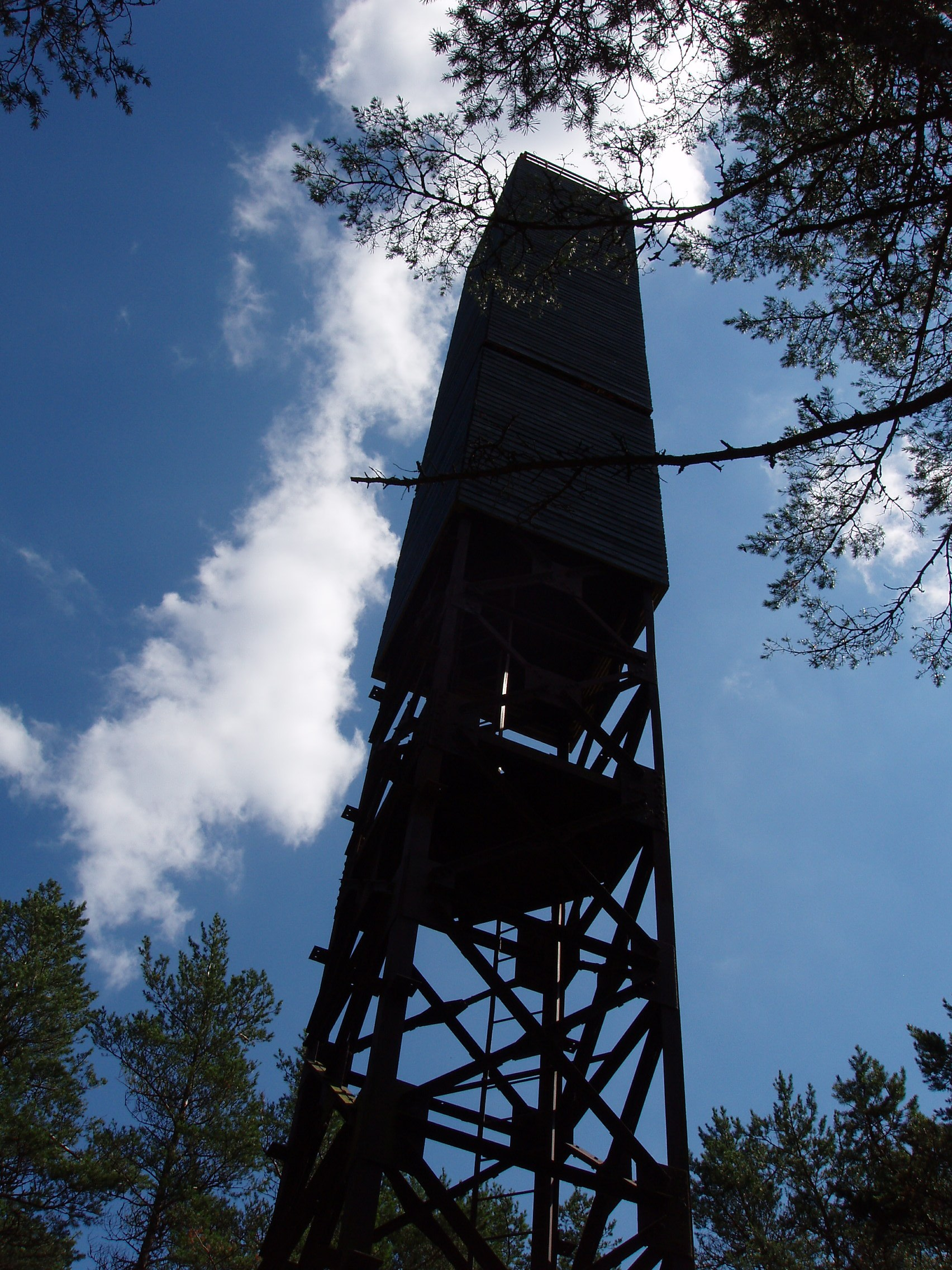
Baken aan de kust